# 대의녕
대의녕(大義寧, 929년 ~ 937년)은 현재의 중국 윈난성 지역에서 대천흥의 뒤를 이어 세워진 나라이다.

## 역사
928년, 대장화의 동천절도사(東川節度使) 양간정이 조선정과 함께 대장화를 멸망시키고 조선정을 옹립하여 대천흥을 세웠다.
929년, 양간정이 조선정을 폐위하고 대천흥을 멸망시킨 뒤 황제로 즉위하여 국호를 대의녕이라고 하였다.
930년, 양간정의 동생 양조가 양간정의 제위를 찬탈하여 즉위하였다.
937년, 통해절도사(通海節度使) 단사평이 전동(滇東)의 37부(部)를 이끌고 반란을 일으켜 양조를 공격하였다. 양조는 패배하고 자살하였고, 양간정은 성을 버리고 달아나다가 사로잡히니 이로써 대의녕이 멸망하고 단사평에 의해 대리국이 세워졌다.

## 역대 군주
| 대수   | 시호                | 휘             | 재위 기간     | 연호                     | 비고 |
| ------ | ------------------- | -------------- | ------------- | ------------------------ | ---- |
| (추존) | 선덕왕 (宣德王)     | 양화풍(楊和豐) | -             | -                        |      |
| 1      | 숙공황제 (肅恭皇帝) | 양간정(楊干貞) | 929년 ~ 930년 | 흥성(興聖) 929년 ~ 930년 |      |
| 2      | 두황제 (杜皇帝)     | 양조(楊詔)     | 930년 ~ 937년 | 대명(大明) 931년 ~ 937년 |      |